# Rune Jingård
Rune Ernst Arnold Jingård, född Johansson 16 februari 1925 i Alingsås, död 25 mars 2018, var en svensk fotbollsspelare, främst känd för sin tid i Gais, där han både blev svensk mästare och landslagsman. Han kom till Gais från Alingsåsklubben Holmalunds IF 1948, och bodde under alla sina år i Gais kvar i Alingsås. Efter 237 seriematcher och 8 mål för Gais lade han 1959 skorna på hyllan, men kom tillbaka som tränare både i Holmalund och i Gais.

## Karriär
Jingård inledde fotbollskarriären i Holmalunds IF i Alingsås. Han kom till Gais 1948, då som 23-årig vänsterytter. Han hade haft bud både från IS Halmia och IFK Göteborg, och att det blev Gais berodde delvis på att en annan alingsåsare, Erland Ekström, var gaisare.
Efter tre år som vänsterytter bytte han position till vänsterback. Gais hade vid den tiden Rune Karlsson på vänsterbacken, och denne drabbades ofta av sträckningar i låren, varför Jingård flyttades ner i försvaret, där han briljerade med sitt lugna spelsätt, sin fina teknik, sin goda balans och blick för spelet. Jingård hade ett gott samarbete med Stig Andersson på vänsterflanken, och gjorde nästintill aldrig en dålig match. Han var med och tog SM-guld med Gais 1954, och togs samma år ut i A-landslaget. Totalt spelade han hela 237 seriematcher för klubben.

## Tränarkarriär
Efter den aktiva karriären blev han tränare för moderklubben Holmalund, som han tränade i tio år och tog upp i division II. Han var lagledare, motsvarande assisterande tränare, i Gais under Holger Hansson 1965–1967 samt 1970, och när Vilmos Varszegi under hösten 1976 sjukskrev sig efter hot och hat från supportrar blev det Jingård som tog över för resten av säsongen.
Den senare Gaisbacken Sune Persson, som hade Jingård som lagledare på 1960-talet, sade att Jingård var en mentor för honom. Persson gjorde samma resa som Jingård, från vänsterytter till vänsterback.

## Privatliv
I det civila arbetade Jingård på Karamellpojkarna i Alingsås.